# Weltmeisterschaft im Skibergsteigen 2006
Die Weltmeisterschaft im Skibergsteigen 2006 (italienisch Campionato del Mondo di Scialpinismo 2006) wurde vom 27. Februar bis zum 4. März 2006 in der Provinz Cuneo, Italien, ausgetragen. Organisator war der International Council for Ski Mountaineering Competitions (ICSM) der Union Internationale des Associations d’Alpinisme (UIAA). Teilgenommen haben Skibergsteiger der Nationalkader aus insgesamt 33 Nationen.

## Ablauf
Erster Wettbewerb nach vorausgegangenen Briefings am 27. Februar zur Weltmeisterschaftsveranstaltung war am 28. Februar das Vertical Race. Einen Tag darauf fand am 1. März das Mannschaftsrennen in Zweierteams statt. Das Einzelrennen für die Altersklasse der „Senioren“ war für den 3. März in Artesina geplant, wurde aber wetterbedingt abgesagt; das Rennen der „Junioren“ am Vortag konnte durchgeführt werden. Letzter Wettbewerb war am 4. März 2006 das Staffelrennen der Vierer-Teams.

## Ergebnisse

### Nationengesamtwertung nach Punkten und Medaillenspiegel
(alle Altersklassen)
| Rang | Land                   | Vertical Race | Vertical Race | Vertical Race | Vertical Race | Team   | Team | Team   | Team   | Staffel | Staffel | Staffel | Staffel | Einzel (Jugend) | Einzel (Jugend) | Einzel (Jugend) | Einzel (Jugend) |              |
| Rang | Land                   | Punkte        | Gold          | Silber        | Bronze        | Punkte | Gold | Silber | Bronze | Punkte  | Gold    | Silber  | Bronze  | Punkte          | Gold            | Silber          | Bronze          | Gesamtpunkte |
| ---- | ---------------------- | ------------- | ------------- | ------------- | ------------- | ------ | ---- | ------ | ------ | ------- | ------- | ------- | ------- | --------------- | --------------- | --------------- | --------------- | ------------ |
| 1    | Italien                | 1320          | 1             | 3             | 2             | 458    | 1    |        | 1      | 400     | 2       |         |         | 164             |                 |                 | 1               | 2342         |
| 2    | Schweiz                | 1412          | 1             | 3             | 2             | 354    |      |        | 1      | 344     |         | 1       | 1       | 180             |                 | 1               |                 | 2290         |
| 3    | Frankreich             | 1210          | 5             | 2             | 3             | 420    | 1    | 2      |        | 344     |         | 1       | 1       | 200             | 1               |                 |                 | 2174         |
| 4    | Spanien                | 1028          | 1             |               |               | 162    |      |        |        | 284     |         |         |         | 144             |                 |                 |                 | 1618         |
| 5    | Deutschland            | 443           |               |               |               | 290    |      |        |        | 296     |         |         |         |                 |                 |                 |                 | 1029         |
| 6    | Slowakei               | 644           |               |               | 1             | 100    |      |        |        | 152     |         |         |         | 152             |                 |                 |                 | 922          |
| 7    | Griechenland           | 447           |               |               |               | 11     |      |        |        | 100     |         |         |         | 136             |                 |                 |                 | 694          |
| 8    | Tschechien             | 286           |               |               |               | 160    |      |        |        | 124     |         |         |         |                 |                 |                 |                 | 680          |
| 9    | Andorra                | 383           |               |               |               | 160    |      |        |        | 132     |         |         |         |                 |                 |                 |                 | 675          |
| 10   | Vereinigte Staaten     | 331           |               |               |               | 130    |      |        |        | 128     |         |         |         |                 |                 |                 |                 | 589          |
| 11   | Slowenien              | 416           |               |               |               | 24     |      |        |        | 136     |         |         |         |                 |                 |                 |                 | 576          |
| 12   | Polen                  | 214           |               |               |               | 26     |      |        |        | 120     |         |         |         | 140             |                 |                 |                 | 500          |
| 13   | Norwegen               | 214           |               |               |               | 81     |      |        |        | 108     |         |         |         |                 |                 |                 |                 | 403          |
| 14   | Rumänien               | 343           |               |               |               |        |      |        |        |         |         |         |         |                 |                 |                 |                 | 343          |
| 15   | Russland               | 152           |               |               |               | 8      |      |        |        | 96      |         |         |         |                 |                 |                 |                 | 256          |
| 16   | Schweden               | 85            |               |               |               | 22     |      |        |        | 116     |         |         |         |                 |                 |                 |                 | 223          |
| 17   | Bulgarien              | 192           |               |               |               | 22     |      |        |        |         |         |         |         |                 |                 |                 |                 | 214          |
| 18   | Chile                  | 105           |               |               |               | 2      |      |        |        | 92      |         |         |         |                 |                 |                 |                 | 199          |
| 19   | Vereinigtes Königreich | 53            |               |               |               | 32     |      |        |        | 112     |         |         |         |                 |                 |                 |                 | 197          |
| 20   | Japan                  | 50            |               |               |               | 24     |      |        |        | 104     |         |         |         |                 |                 |                 |                 | 178          |
| 21   | Liechtenstein          | 72            |               |               |               |        |      |        |        |         |         |         |         |                 |                 |                 |                 | 72           |
| 22   | Venezuela              | 62            |               |               |               |        |      |        |        |         |         |         |         |                 |                 |                 |                 | 62           |
| 22   | Dänemark               | 62            |               |               |               |        |      |        |        |         |         |         |         |                 |                 |                 |                 | 62           |
| 24   | Finnland               | 51            |               |               |               |        |      |        |        |         |         |         |         |                 |                 |                 |                 | 51           |
| 25   | Kroatien               | 49            |               |               |               |        |      |        |        |         |         |         |         |                 |                 |                 |                 | 49           |
| 26   | Kanada                 | 44            |               |               |               |        |      |        |        |         |         |         |         |                 |                 |                 |                 | 44           |
| 27   | Argentinien            | 42            |               |               |               |        |      |        |        |         |         |         |         |                 |                 |                 |                 | 42           |
| 28   | Belgien                | 13            |               |               |               | 1      |      |        |        |         |         |         |         |                 |                 |                 |                 | 14           |
| 29   | Marokko                | 9             |               |               |               |        |      |        |        |         |         |         |         |                 |                 |                 |                 | 9            |
| 30   | Südkorea               | 2             |               |               |               |        |      |        |        |         |         |         |         |                 |                 |                 |                 | 2            |
| 31   | Österreich             |               |               |               |               |        |      |        |        |         |         |         |         |                 |                 |                 |                 |              |
| 31   | Volksrepublik China    |               |               |               |               |        |      |        |        |         |         |         |         |                 |                 |                 |                 |              |
| 31   | Türkei                 |               |               |               |               |        |      |        |        |         |         |         |         |                 |                 |                 |                 |              |

### Vertical Race
Das Vertical Race war die erste Wettbewerbsdisziplin und wurde am 28. Februar 2008 in Crissolo ausgetragen. Das Aufstiegsrennen begann bei einer Höhe von 1365 m Höhe. Zu bewältigen war eine 4,7 km lange Strecke mit einer Höhendifferenz von 1000 Metern.
Übersicht der jeweils 10 besten Teilnehmer:
| Rang   | Teilnehmer                | Gesamtzeit     |
| ------ | ------------------------- | -------------- |
| Gold   | Natascia Leonardi Cortesi | 00h 50' 11.5"  |
| Silber | Roberta Pedranzini        | 00h 51' 55"    |
| Bronze | Catherine Mabillard       | 00h 52' 27.2"  |
| 4      | Gloriana Pellissier       | 00h 52' 54.8"  |
| 5      | Corinne Favre             | 00h 53' 13.3"  |
| 6      | Chiara Raso               | 00h 53' '41.4" |
| 7      | Nathalie Etzensperger     | 00h 54' 00.7"  |
| 8      | Barbara Gruber            | 00h 55' 19.8"  |
| 9      | Laëtitia Roux             | 00h 55' 54.2"  |
| 10     | Monique Merrill           | 00h 55' 58.1"  |

| Rang   | Teilnehmer              | Gesamtzeit    |
| ------ | ----------------------- | ------------- |
| Gold   | Patrick Blanc           | 00h 39' 11.3" |
| Silber | Tony Sbalbi             | 00h 41' 13.9" |
| Bronze | Florent Perrier         | 00h 41' 14.1" |
| 4      | Agustí Roc Amador       | 00h 42' 21.8" |
| 5      | Sébastien Epiney        | 00h 43' 39.7" |
| 6      | Alain Rey               | 00h 43' 40.4" |
| 7      | Manuel Pérez Brunicardi | 00h 44' 03.2" |
| 8      | Denis Trento            | 00h 44' 19.1" |
| 9      | Olivier Nägele          | 00h 44' 20.9" |
| 10     | Mirco Mezzanotte        | 00h 44' 22.7" |

### Skibergsteigen Team
Die Teamläufe wurden am 1. März 2006 in Crissolo ausgetragen. Gestartet wurde auf einer Höhe von 1725 Metern. Auf der 20,3 km langen Strecke betrug die Höhendifferenz für Aufstieg und Abfahrt insgesamt jeweils 2088 m. Der höchste Punkt der Strecke lag dabei bei 3019 m.
Übersicht der jeweils 10 besten Teilnehmerteams:
| Rang   | Teilnehmer                             | Gesamtzeit    |
| ------ | -------------------------------------- | ------------- |
| Gold   | Pedranzini/Martinelli                  | 02h 21' 10.3" |
| Silber | Favre/Toïgo                            | 02h 26' 07.2" |
| Bronze | Mabillard/Pont-Combe                   | 02h 26' 23.2" |
| 4      | J. Graßl/Koch                          | 02h 28' 45.1" |
| 5      | Bourillon/Lathuraz                     | 02h 31' 11.1" |
| 6      | Magnenat/Zimmermann                    | 02h 31' 37.4" |
| 7      | Renzler/Calliari                       | 02h 35' 05.3" |
| 8      | Raso/Martinale                         | 02h 36' 54.6" |
| 9      | C. Bes Ginesta/Zubizarreta Guerendiain | 02h 42' 10.4" |
| 10     | Echtler-Schleich/Treimer               | 02h 45' 10.6" |

| Rang   | Teilnehmer           | Gesamtzeit    |
| ------ | -------------------- | ------------- |
| Gold   | Brosse/P. Blanc      | 01h 48' 41.5" |
| Silber | Perrier/Gachet       | 01h 50' 21.1" |
| Bronze | Brunod/Reichegger    | 01h 51' 15.1" |
| 4      | Hug/Elmer            | 01h 54' 05.8" |
| 5      | Giacomelli/Lunger    | 01h 55' 31.6" |
| 6      | J. Pellissier/Battel | 01h 57' 32.5" |
| 7      | D. Blanc/Premat      | 01h 57' 44.0" |
| 8      | Pellicier/Gignoux    | 01h 58' 17.3" |
| 9      | Ecoeur/A. Rey        | 01h 58' 33.2" |
| 10     | Moret/Taramarcaz     | 01h 59' 36.4" |

### Skibergsteigen Einzelrennen (ausgefallen)
Im Jahr 2006 konnte auf Grund der Schneeverhältnisse kein Einzelrennen ausgetragen werden; in Folge gab es keine Kombinationswertung bei der III. Weltmeisterschaft. Das Einzelrennen sollte über eine 17,1 km lange Strecke führen mit einer Höhendifferenz für den Aufstieg von 1740 Metern und für die Abfahrt 1750 Metern. Der höchste Punkt der geplanten Strecke lag bei 2400 m Höhe.

### Skibergsteigen Staffel
Die Staffelrennen wurden am 4. März in Artesina ausgetragen. Die Staffelmannschaften setzten sich aus jeweils vier Teilnehmern zusammen. Der Startpunkt der 1,92 km langen Strecke lag auf einer Höhe von 1363 m. Der Aufstieg ging dabei bis zu einer Höhe von 1503 m mit anschließender einer Abfahrtshöhendifferenz von ebenfalls 140 Höhenmeter.
Übersicht der jeweils 10 besten Staffel-Mannschaften:
| Rang   | Teilnehmer                                                                       | Gesamtzeit    |
| ------ | -------------------------------------------------------------------------------- | ------------- |
| Gold   | Francesca Martinelli/Chiara Raso/Roberta Pedranzini/Gloriana Pellissier          | 01h 13' 21"   |
| Silber | Gabrielle Magnenat/Nathalie Etzensperger/Catherine Mabillard/Séverine Pont-Combe | 01h 14' 23"   |
| Bronze | Carole Toïgo/Véronique Lathuraz/Corinne Favre/Nathalie Bourillon                 | 01h 14' 26"   |
| 4      | Judith Graßl/Barbara Gruber/Silvia Treimer/Stefanie Koch                         | 01h 18' 32.2" |
| 5      | Gemma Arró Ribot/Naila Jornet Burgadá/Izaskun Zubizarreta/Cristina Bes Ginesta   | 01h 27' 25"   |

| Rang   | Teilnehmer                                                                            | Gesamtzeit    |
| ------ | ------------------------------------------------------------------------------------- | ------------- |
| Gold   | Dennis Brunod/Hansjörg Lunger/Manfred Reichegger/Guido Giacomelli                     | 00h 57' 47.2" |
| Silber | Grégory Gachet/Stéphane Brosse/Florent Perrier/Patrick Blanc                          | 00h 59' 57.1" |
| Bronze | Alexander Hug/Alain Rey/Rico Elmer/Florent Troillet                                   | 00h 59' 58.4" |
| 4      | Peter Svätojánsky/Miroslav Leitner/Milan Blasko/Milan Madaj                           | 01h 02' 50"   |
| 5      | Toni Steurer/Franz Graßl/Martin Echtler/Georg Nickaes                                 | 01h 03' 12.4" |
| 6      | Javier Martín de Villa/Federico Galera Diéz/Manuel Pérez Brunicardi/Agustí Roc Amador | 01h 03' 31"   |
| 7      | Anže Šenk/Jernej Karničar/Tomaž Soklič/Nejc Kuhar                                     | 01h 06' 44"   |
| 8      | Toni Casals Rueda/Xavier Capdevila Romero/Joan Albos Cavaliere/Joan Vilana Díaz       | 01h 07' 15.4" |
| 9      | Pete Swenson/Cary Smith/Chris Kroger/Steve Romeo                                      | 01h 07' 48.3" |
| 10     | Jaroslav Bánský/Marcel Svoboda/Michal Němec/Miroslav Duch                             | 01h 10' 14.7" |